# 高橋正純
高橋 正純（たかはし まさずみ、1977年3月30日 - ）は、日本のDJ、ラジオパーソナリティ、ローカルタレント、ラジオ番組制作ディレクターである。サンデーフォークプロモーション所属。福井県出身。
K-mixの他、中部・東海地方で活動している。以前はbayfmでも活動。
愛称は「ズミさん」。
2023年から、YouTubeちゃんねるを開設「DJズミちゃんねる」。ライブ配信とロケ動画で人気が出てきている。

## 人物
- 身長183cm、体重73kg、血液型はO型、既婚者で子供がいる。
- 福井県立春江工業高等学校出身。在学中はバスケットボール部に所属[3][4]。
- 最終学歴は本人曰く「新田塚自動車学校」。
- 好きなものは映画と洋服。亀田製菓の「ハッピーターン」や「柿の種」が大好物。
- モテない・結婚できないということをネタにしていたが、2010年2月21日に挙式[4]。

## 出演

### 現在
2023年9月29日現在。
ラジオ番組
- K-mix 高校吹奏楽部応援プログラム「アサブラ」（K-mix、2006年4月 - ・日曜7:30 - 8:00）
- K-mix モーニング ラジラ（K-mix、2013年4月2日 - ・月 - 金曜7:28 - 10:52）

テレビCM
- 天神屋（2021年6月4日 - ）[5]テレビ静岡のみ。

### 過去
テレビ番組
- テレしず通りパロパロ - コメンテーター（テレビ静岡）
- 大人の時間（テレビ静岡、不定期）
- MUSIC PARTY（VIC東海コミュニティチャンネル）
- はままつウオッチング（浜松ケーブルテレビ）
- ねくすと・そもそも（テレビ静岡、2010年10月27日、24:35 - 25:05）
- ドコモスマホBAR（静岡朝日テレビ、2012年4月4日 - 2013年3月27日・水曜23:10頃 - 、ミニ番組）
- まめサタ[6]  - コメンテーター（テレビ静岡、 - 2013年3月・土曜12:00 - 12:55）
- 奥さんッ3時ですよ！[7]（テレビ静岡、2013年4月26日・金曜14:58 - 15:53）
- てっぺん静岡→てっぺん!（テレビ静岡、2013年9月30日 - 2019年6月14日）
- ただいま!テレビ（テレビ静岡、2019年7月 - 2023年9月29日）
- リアル静岡トークバラエティ ぶっこみ（テレビ静岡、月1回[8]）
- ウチの○○推してください!! 静岡35市町推してみぃ～賞（2021年11月28日、テレビ静岡）

ラジオ番組
- POWER STATION HOT40（FM福井、1997年10月 - 2005年3月）
- 開局8時間特番（岐阜FM、2001年4月1日）
- POWER ONLINE WAO（岐阜FM、2001年4月 - 2002年3月）
- EXTREM DAYS（FM福井、2002年4月 - 2005年12月）
- JA BANK Presents MUSIC OF MY HEART（レディオキューブ、2005年4月2日 -2017年3月25日 ・土曜12:30 - 12:55）
- BAY LINE 7300（bayfm、2006年11月10日 - 2009年3月27日・金曜）
- 熱血!!シゴトジュク（K-MIX、2007年7月 - ・土曜10:55 - 11:00）
- サンストリート浜北 イベントフラッシュ（K-MIX、2007年10月 - ・木曜15:55 - 16:00）
- 高橋正純のサンスペ・ペテルブルグ（K-MIX、2008年4月6日 - 2010年4月4日、不定期）
- K-MIX Radio the Boom!（K-MIX、2003年4月1日 - 2013年3月28日・月 - 木曜16:07 - 18:55）

ネット配信番組
- 高橋正純のUstream!![9]（Ustream生放送、 - 2013年3月、木曜19:30頃 - ）

楽曲参加
- SOUL'd OUT「TOKYO通信K-MIXバージョン」 - イントロ部分

テレビCM
- サンコートラベル（2012年4月）
- Webしずおか[10]
- 静岡鑑定団グループ（2021年3月20日 - 2023年8月末頃）[11][12]

スタジアムDJ
- bjリーグ・浜松・東三河フェニックス - アリーナMC
- ジャパンラグビートップリーグ・ヤマハ発動機ジュビロ - スタジアムDJ[13]

## K-MIXでのエピソード
Radio the Boom!
- ｢Radio the Boom!体力企画｣
  - 2009年12月11日より、K-MIX浜松本社前から三島市の三島大社まで自転車（スポーツバイク）で一週間かけて走り、その後三島大社から箱根町の旅館・天成園まで走るという「ズミvs天下の険箱根越え!」を行った[14]。

サンスペ・ペテルブルグ
- 2008年4月6日（日）19時のSUNDAY SPECIALの枠がどうしても埋められないと嘆いていたプロデューサーに「ノーギャラだけど」と頼まれたが、快く引き受け、当初一回限りの予定だったが、月1回のペースで番組が続いた[4]。

その他
- 2012年3月30日の「K-MIX SPRING SPECIAL FULL TIME REQUEST『フルリク・サンシ！』」は、南真世と共演するはずだった廣木弓子がインフルエンザの為、急遽代役として出演した[15]。